# Asterina nodulosa
Asterina nodulosa är en svampart som beskrevs av Speg. 1889. Asterina nodulosa ingår i släktet Asterina och familjen Asterinaceae.   Inga underarter finns listade i Catalogue of Life.